# Guder (řeka)
Guder je levostranný přítok Modrého Nilu v Etiopii ve svazovém státě Oromie. Délka toku činí 147,5 km. Povodí má rozlohu 7 011 km² a jeho nadmořská výška se pohybuje od 946 do 3369 m.

## Průběh toku
Pramenná oblast řeky se nachází v hornaté krajině centrální Etiopie, jižně od měst Ambo a Guder, v nadmořské výšce okolo 3000 m. Mezi největší toky v této části povodí patří říčky Bello, Bite, Fatto a Melke, které se stékají jihozápadně od Guderu a říčka Indris, která posiluje tok zprava u jižního okraje výše zmíněného města. O něco níže po proudu přitéká zprava řeka Debis, která spolu s levostrannými přítoky Huluka a Aleltu odvodňuje okolí města Ambo. Na celém toku, který směřuje převážně severním směrem, se nachází řada peřejnatých úseků a četné vodopády. Do Modrého Nilu se řeka vlévá v nadmořské výšce 946 m.

## Vodní režim
Průměrný roční odtok z povodí činí 2,187 km³. To představuje přibližně 69,3 m³/s. Nejvíce vody má řeka během velkého období dešťů, které začíná v červnu a končí v září. Pak následuje období sucha trvající od října do února. Od března do května nastává malé období dešťů. Roční úhrny srážek se pohybují od 900 do 1650 mm. Srážkově nejbohatší je západní a jižní část povodí.

## Zajímavosti

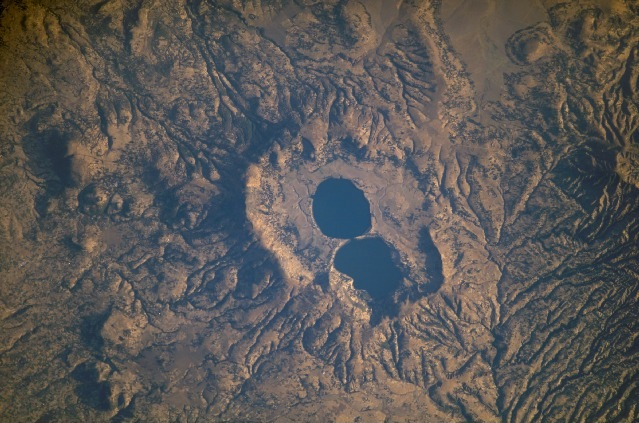
Satelitní snímek kaldery Dendi

V povodí řeky Huluky, zhruba 80 km západně od Addis Abeby, se nacházejí dvě spojená jezera na dně kaldery Dendi, která má rozlohu přibližně 40 km². Hladina jezer se nachází v nadmořské výšce 2830 m.